# Bolboschoenus planiculmis
Bolboschoenus planiculmis är en halvgräsart som först beskrevs av Friedrich Schmidt, och fick sitt nu gällande namn av Tatiana Vladimirovna Egorova. Bolboschoenus planiculmis ingår i släktet Bolboschoenus och familjen halvgräs. Inga underarter finns listade i Catalogue of Life.